# Yixun He
Yixun He är ett vattendrag i Kina. Det ligger i provinsen Hebei, i den norra delen av landet, omkring 160 kilometer nordost om huvudstaden Peking.
Genomsnittlig årsnederbörd är 834 millimeter. Den regnigaste månaden är juli, med i genomsnitt 234 mm nederbörd, och den torraste är januari, med 2 mm nederbörd.